# Hanau
Hanau (tiếng Đức: [ˈhaːnaʊ̯]) ( tiếng Đức: [ˈhaːnaʊ̯] ) là một thị trấn ở Main-Kinzig-Kreis, Hessen, Đức. Nơi đây nằm cách Frankfurt am Main 25 km về phía đông và là một phần của Vùng đô thị Frankfurt Rhine-Main.

## Lịch sử

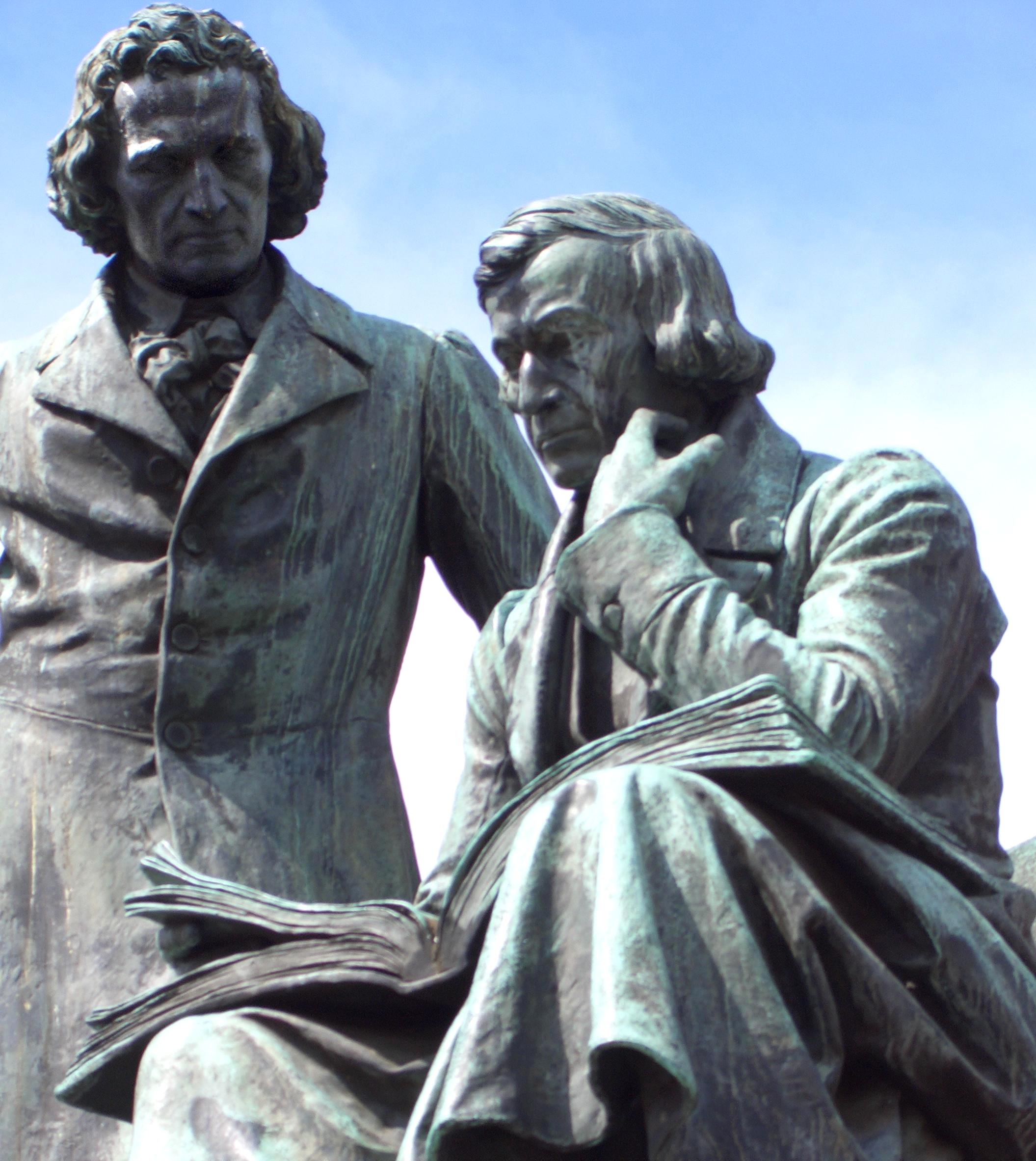
Tượng anh em Grimm ở Hanau của Syrius Eberle

Kể từ thế kỷ 16, đây là một trung tâm kim loại quý với nhiều thợ kim hoàn làm việc. Thị trấn là quê hương của Heraeus, một trong những tập đoàn thuộc sở hữu gia đình tư nhân lớn nhất ở Đức.
Hanau, từng được cai trị bởi Bá tước Hanau. Thị trấn đã mất nhiều di sản kiến trúc trong Thế chiến thứ hai. Một cuộc không kích của Anh vào năm 1945 đã tạo ra đám cháy vô cùng lớn, giết chết một phần sáu dân số và phá hủy 98 phần trăm khu vực phố cổ và 80 phần trăm thành phố nói chung.
Năm 1963, thị trấn đăng cai tổ chức lễ hội bang Hessentag lần thứ ba. Cho đến năm 2005, Hanau là trung tâm hành chính của Main-Kinzig-Kreis. Vào ngày 19 tháng 2 năm 2020, một tay súng đã tấn công hai quán bar ở Hanau, giết chết 9 người, trước khi tự sát cùng mẹ của mình

## Cơ sở hạ tầng
Thị trấn có giao lộ tuyến của một số đường sắt chính và có một cảng trên sông Main, làm cho nơi đây trở thành một trung tâm giao thông quan trọng.

## Nhân vật
Thị trấn được biết đến là quê hương của 
- Jakob và Wilhelm Grimm
- Paul Hindemith
- Franciscus Sylvius
- Reinhard von Scheffer-Boyadel
- Rudi Völler